# Heizkraftwerk Friedrichshain
Das Heizkraftwerk Friedrichshain ist auch bekannt als Heizwerk, Fernheizwerk oder Heizkraftwerk Rüdersdorfer Straße. Es befindet sich in Berlin-Friedrichshain. Heute beherbergt das Gebäude unter anderem den Techno-Club Berghain. Über die ursprüngliche Nutzung als Heizkraftwerk ist weniger bekannt als über die kulturelle Nachnutzung. 

## Städtebaulicher Zusammenhang
Planung und Bau des Heizkraftwerks sind Teil des Berliner Wiederaufbaus nach dem Zweiten Weltkrieg. Eines der großen DDR-Prestige-Projekte in den 1950er Jahren war die Errichtung eines vorbildhaften Wohnquartiers in Berlin-Friedrichshain. Zu diesem Projekt gehörten Bauten an der Stalinallee (heute Karl-Marx-Allee), ein Hochhaus an der Weberwiese, die Deutsche Sporthalle, eine Schule an der Rüdersdorfer Straße (heute Ellen-Key-Schule), Polizei- und Feuerwache an der Marchlewskistraße sowie ein Heizkraftwerk.

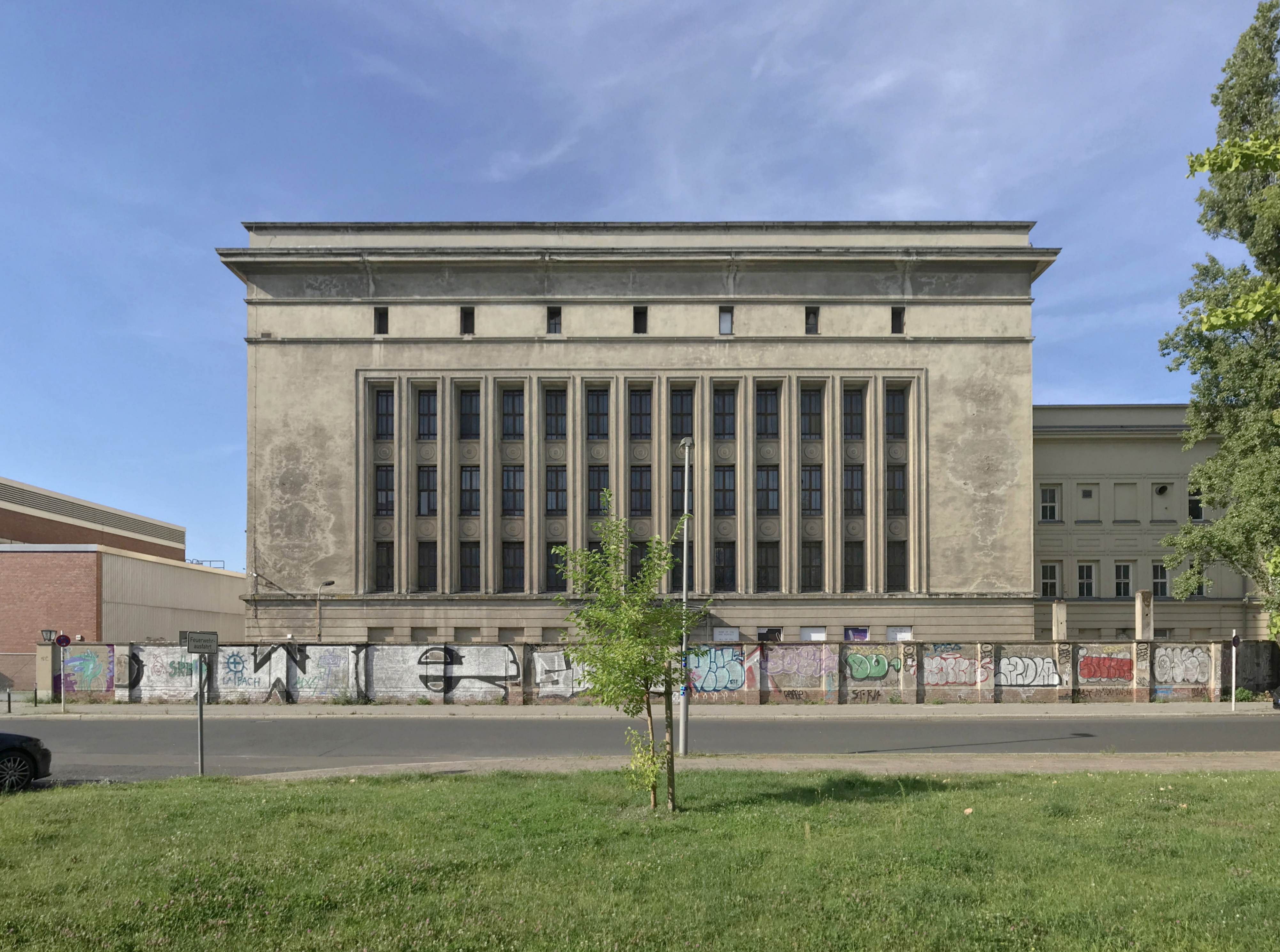
Nordseite des ehemaligen Kesselhauses, heute Halle am Berghain

Viele dieser Bauten sind heute Baudenkmale. Die Bauten an der Karl-Marx-Allee sind sowohl Baudenkmale als auch ein denkmalgeschütztes Ensemble, eine sogenannte Gesamtanlage. Polizei- und Feuerwache an der Marchlewskistraße und das ehemalige Heizkraftwerk sind selbst zwar keine Baudenkmale, gehören jedoch zum Denkmalensemble. Die Ellen-Key-Schule ist Baudenkmal, gehört aber nicht zum Denkmalensemble. Die Deutsche Sporthalle wurde 1972 abgerissen.
Eine Besonderheit des „Demonstrationsprojekts für Arbeiterwohnungen“ war der hohe Ausstattungsgrad mit Aufzugsanlagen, Müllschluckern, elektrische Türöffnern und Fernheizung. Allerdings war das Fernwärmenetz in Ost-Berlin nicht ausreichend ausgebaut, um das große Wohngebiet zu versorgen. Deswegen errichtete man eigens ein neues Fernheizwerk in Friedrichshain. Es war von Anfang an geplant, zuerst 1952 die Heizfunktion zu verwirklichen, um dann in einem zweiten Schritt 1954 die Stromerzeugung hinzuzufügen. Als Standort des Heizkraftwerks wählte man die Gleisanlagen der ehemaligen Preußischen Ostbahn: „südlich der Rüdersdorfer Straße, ein Teilstück des einstigen Ostbahngeländes, mit Anschlußgleis, ein beträchtlicher Lagevorzug für ein mit Kohle zu betreibendes Heiz- oder Heizkraftwerk.“ Der erste Ostbahnhof (1867) befand sich an der Stelle, wo heute das Verlagsgebäude Neues Deutschland steht.

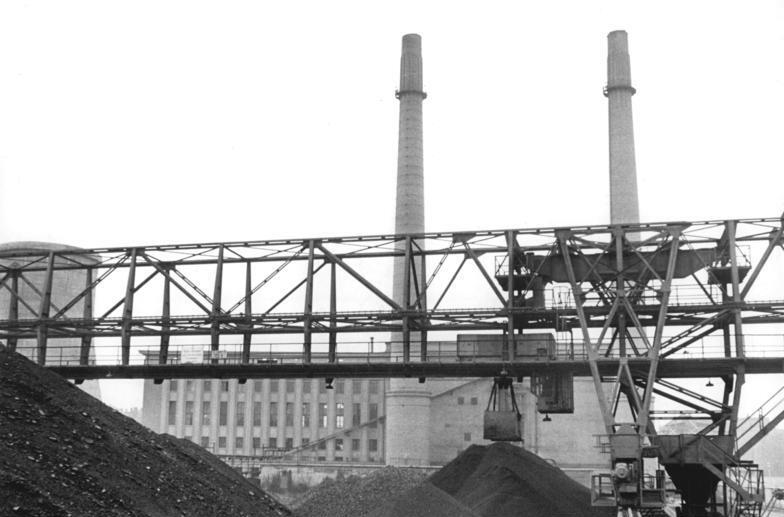
Kohlenverladebrücke und Schornsteine zur Zeit der Kraftwerknutzung; links im Bild ist durch das Fachwerk der Kohlenverladebrücke der Kühlturm zu sehen

Über das Gebäude, welches den Nachtclub Berghain beherbergt, ist verhältnismäßig wenig bekannt. Sowohl Baugeschichte als auch Urheberschaft sind in der Fachliteratur nicht erwähnt. Thomas Karsten (einer der Architekten des Umbaus von 2003/04): „Es ist ein namenloser Bau, damals wurde alles von Kombinaten errichtet. Wir haben versucht, den Entwurfsverfasser ausfindig zu machen. Uns liegen auch originale Pläne vor, dort taucht aber kein bekannter Name auf.“ Im Architekturführer Baukunst der Nachkriegsmoderne wird als Gestalter die „Bewag-Bauabteilung“ genannt. Während der Deutschen Teilung existierten sowohl eine Ost-Berliner wie auch eine West-Berliner Bewag.
Das ursprüngliche Gesamtgelände der Anlage erstreckte sich vom Kraftwerksbau nach Osten in Richtung Helsingforser Straße und Marchlewskistraße. Dort befand sich unter anderem die Kohlenverladebrücke sowie Kohlehalden. Dieser Teil des Kraftwerksgeländes wurde zur öffentlichen Grünanlage Wriezener Park umgestaltet. Ein verbleibendes Nebengebäude ist der ehemalige Lokschuppen. Dieser beherbergt heute die Einrichtung Nirgendwo Umweltbildungszentrum & Kulturort. Die für einen Lokschuppen ungewöhnlich kurze und hohe Hausform liegt daran, dass im Obergeschoss Reservelaufkatzen der Förderbrücken gelagert wurden, und dass die dort im Erdgeschoss untergebrachte Lokomotive lediglich eine kleine werkseigene Diesellok war. Zu den weiteren Gebäuden auf dem Gelände gehören die Flachbauten am westlichen Grundstücksrand. An der nördlichen Grundstücksecke steht eine Zeile ohne öffentliche Nutzung. An der westlichen Grundstücksecke steht die sogenannte Kantine am Berghain, die für Konzerte und Partys genutzt wird. Der Bereich zwischen Kantine und Maschinenhaus wird heute unter dem Namen Bierhof Rüdersdorf als Außengastronomie genutzt. An der Betonkonstruktion, die heute für Bar und Terrasse des Biergartens genutzt wird, war ursprünglich eine Fernwärme-Übergabestation befestigt.

## Bauabschnitte

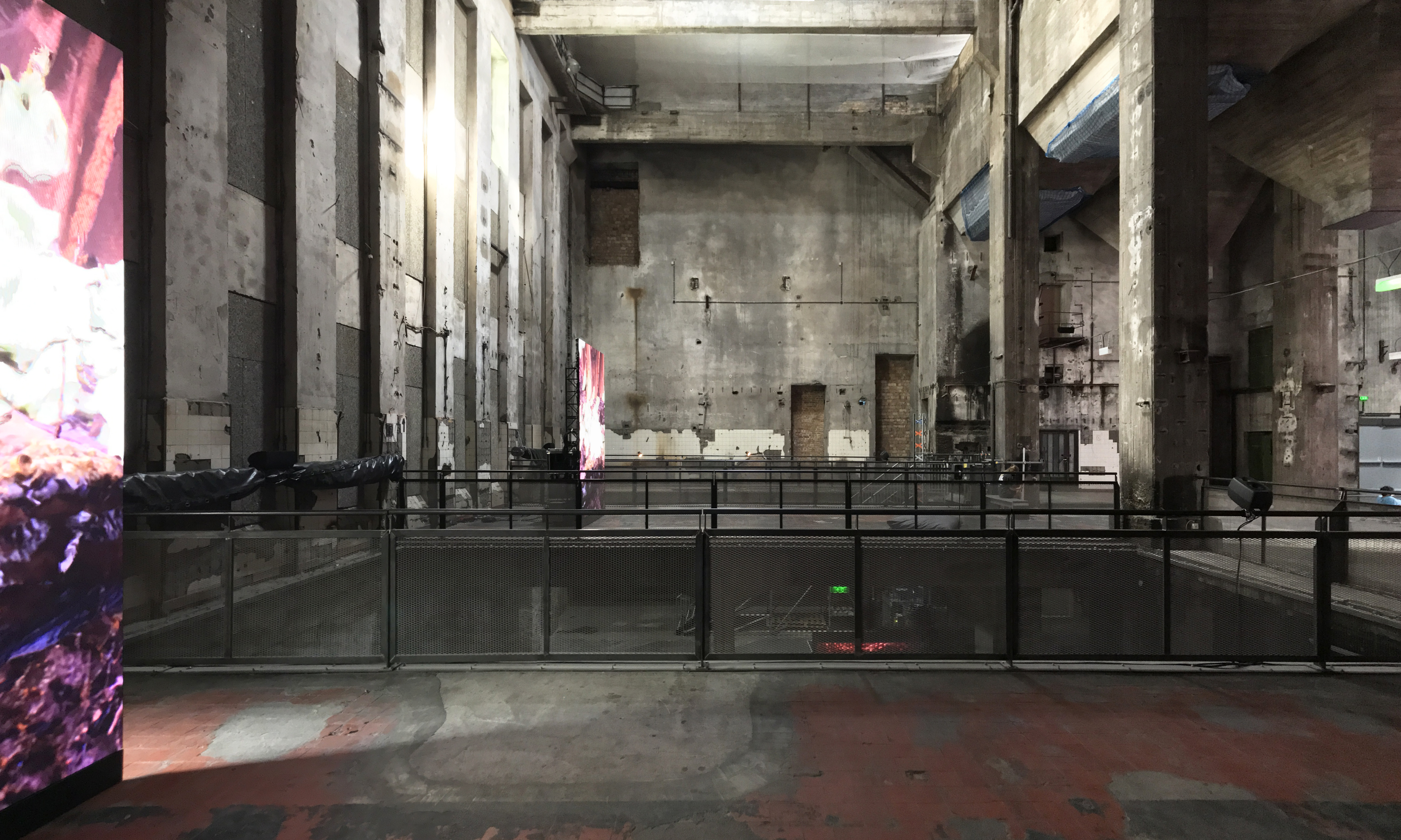
Betonkonstruktion im Inneren des ehemaligen Kesselhauses

Als Bauzeit wird offiziell 1952–1955 genannt. Ungewöhnlich für ein Heizkraftwerk ist, dass beim Heizkraftwerk Friedrichshain Kesselhaus und Maschinenhaus in zwei getrennten Abschnitten gebaut wurden. Zuerst wurde ein Kesselhaus fertiggestellt, das als Fernheizwerk diente. Dann wurde direkt im Anschluss das Maschinenhaus gebaut, welches dann der Stromversorgung diente. Die Abteilung Aufbau des Magistrats wurde im Februar 1952 mit der Vorbereitung der Planung beauftragt. Ursprünglich war vorgesehen, dass die Fernwärmeerzeugung im Oktober 1952 beginnen sollte. Die eigentliche Planung begann jedoch erst im Mai 1952. Zum ersten Bauabschnitt gehörten auch zwei – mittlerweile abgebrochene – Schornsteine, die an die Ostseite des Kesselhauses anschlossen. Der Bau des ersten Schornsteins begann im Sommer 1952, beide Schlote waren 70 m hoch. Im Oktober 1952 fand das Richtfest für das Kesselhaus statt. Der Betrieb des Fernheizwerks begann dann im Januar 1953. Auf einem Luftbild von 1953, welches auf dem Geoportal des Landes Berlin verfügbar ist, sieht man den freistehenden Kubus des Kesselhauses noch ohne das später hinzugefügte Maschinenhaus. Der Grundriss des Kesselhauses alleine ist nahezu quadratisch 38 × 39,5 m, die Höhe beträgt 23,3 m. Direkt nach Fertigstellung des Kesselhauses begann der Bau am Maschinenhaus. Noch bevor das Maschinenhaus fertiggestellt war, installierte man dort 1954 eine 3,2 MW-Turbine zur Stromerzeugung. 1955 war das Maschinenhaus komplett und eine zweite Turbine mit 8 MW Leistung wurde installiert. Das Maschinenhaus hat – wie das Kesselhaus – einen nahezu quadratischen Grundriss 38,3 × 39,5 m. Beide Bauabschnitte zusammen ergeben einen länglichen, quaderförmigen Bau.

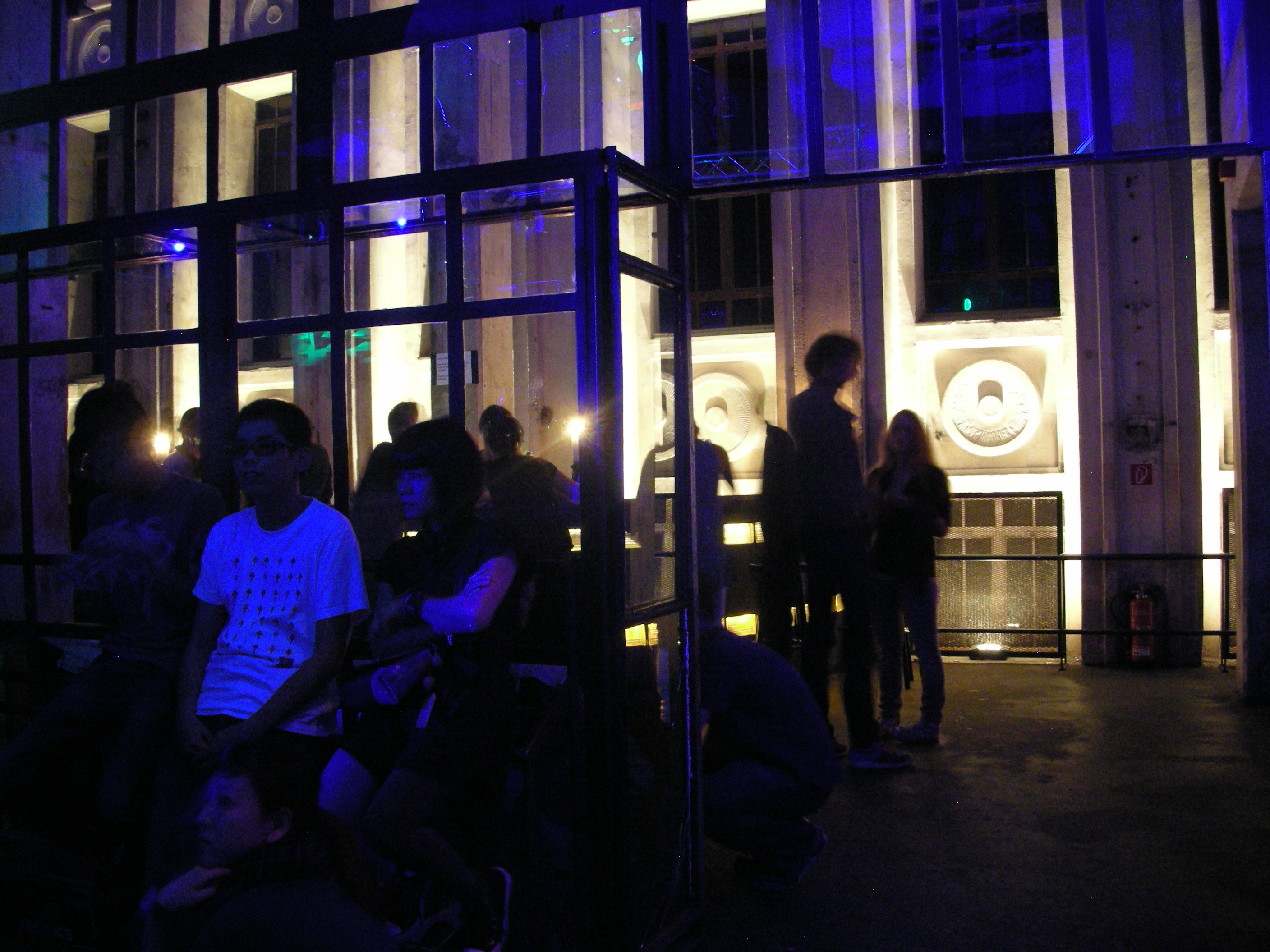
Außenfassade des Kesselhauses als Innenwand im Maschinenhaus, Berghain-Barbereich

1955 errichtete man einen 30 m hohen Kühlturm mit einem Durchmesser von 24,5 m an der breitesten Stelle. Bilder von 1957 zeigen den als Rotationshyperboloid gebauten Kühlturm aus Beton. Die runde Grundrissfigur des ehemaligen Kühlturms lässt sich heute noch im Gartenbereichs des Berghains nachvollziehen. Im ersten Bauabschnitt befinden sich heute noch die Kohlebunker des Kraftwerks. Die Schüttkegel hängen als große Betontrichter vom Tragwerk herab. Obwohl die Anlage mit Inbetriebnahme des im zweiten Bauabschnitt errichteten Maschinenhauses ein Heizkraftwerk war, und nicht mehr ein reines Heizwerk, blieb die Stromerzeugung dennoch immer zweitrangig. Hauptzweck der Anlage war die Erzeugung von Heizwärme: „Die Erzeugung von Strom in diesem Werk hat jedoch nie Bedeutung erlangt.“ Zur Bauzeit hieß der Ort des Kraftwerks noch Küstriner Platz, was dem heutigen Franz-Mehring-Platz entspricht.
Der erste Bauabschnitt war das Kesselhaus. Das Kesselhaus wird heute – als Halle am Berghain – für Kunstausstellungen genutzt. Die südliche Hälfte des Kesselhaus-Erdgeschosses beherbergt den schwulen sex-positiven Club Lab-Oratory (Eigenschreibweise Lab.oratory). Der zweite Abschnitt war das Maschinenhaus. Das Maschinenhaus beherbergt heute das Berghain, den Club Säule und die Panorama-Bar (Eigenschreibweise Panorama Bar). Die Berghain-Tanzfläche ist die ehemalige Maschinenhalle, wo sich vorher Turbinen und Generatoren befanden. Die Panorama-Bar befindet sich in der ehemaligen Schaltwarte. Der Club Säule befindet sich im nördlichen Teil des Maschinenhaus-Erdgeschosses, zwischen Berghain-Garderobenbereich und Lab-Oratory.
Obwohl bereits bei der Planung des ersten Bauabschnitts klar war, dass die Südfassade des Kesselhauses nach kurzer Zeit vom Maschinenhaus umstellt werden würde – „und eine der Außenwände dann zur Innenwand werden mußte“ – baute man die Kesselhaus-Südfassade mit derselben aufwändigen architektonischen Gestaltung wie dessen Nordseite an der Rüdersdorfer Straße. Die ehemalige Außenwand des ersten Bauabschnitts grenzt heute an den Innenraum des Berghain-Barbereichs. „Die Anlage wurde nach und nach erweitert. So haben wir heute eine ehemalige Außenfassade im Innenraum.“ Da das Lab-Oratory auch einen kleinen Teil des Maschinenhaus-Erdgeschosses einnimmt, bildet auch hier die die Kesselhaus-Außenfassade eine Innenwand.
Die letzte Bauphase beinhaltete eine Wärmeumformerstation 1985–1987, auch bezeichnet als Wärmeübertragunungsstation. Nachdem der eigentliche Betrieb des Heizkraftwerks 1988 eingestellt wurde, verteilte die in Fleiluftbauweise errichtete Station Fernwärme aus der Dampfleitung vom Heizkraftwerk Klingenberg. Die Fernwärme-Übergabestation stellte für Friedrichshain eine Heizleistung von 165 MW bereit. Sie war bis 1997 in Betrieb, wurde 2002 demontiert.

## Gestaltung

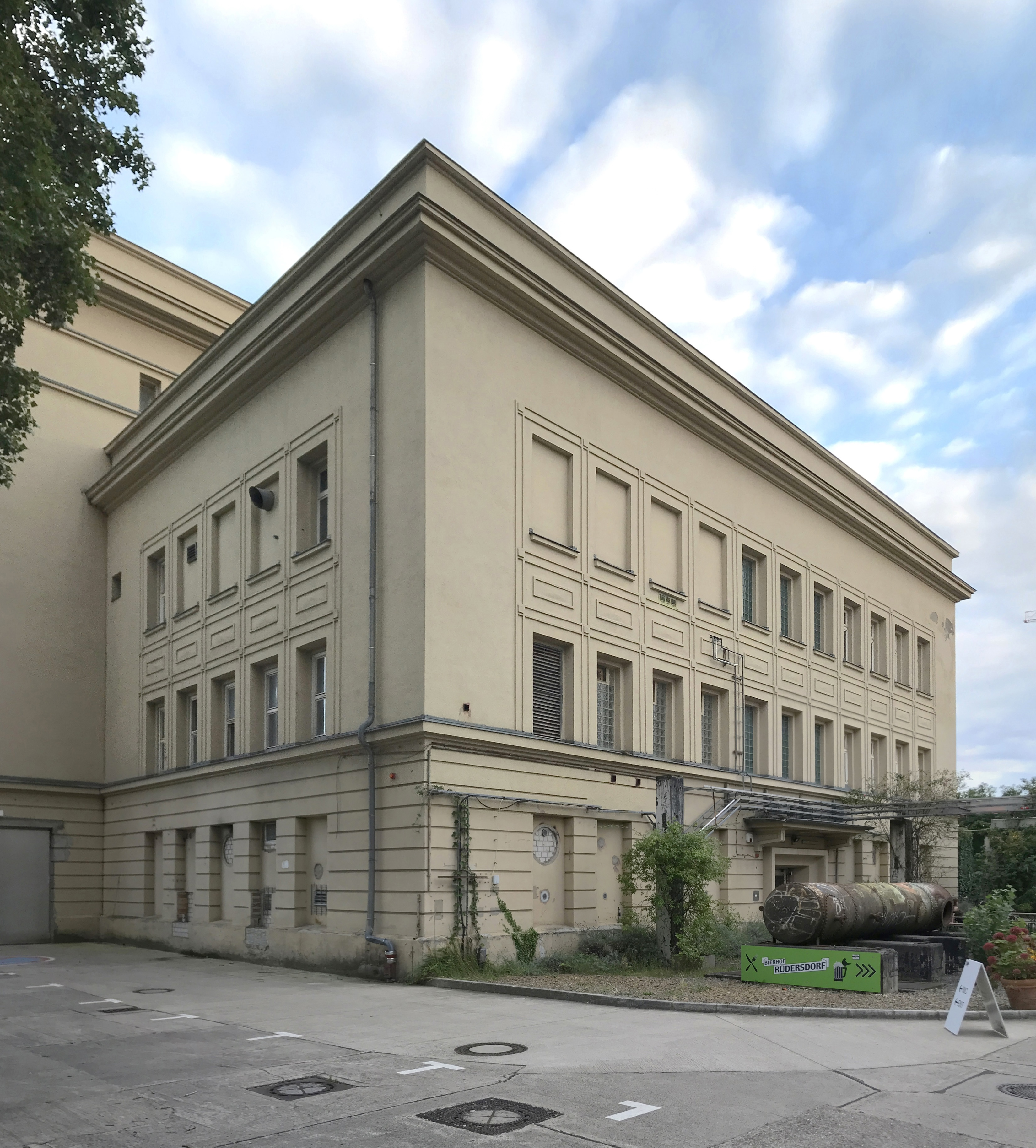
Ehemalige Heizzentrale, Ansicht von Norden

Das auffälligste Gestaltungsmerkmal von Kessel- und Maschinenhaus ist die historisierende Formensprache im Stil des Sozialistischen Klassizismus – „mehr Theaterfassade als Kraftwerk.“ Laut der Filmemacher Benni Keller und Toni Traum hatte das Gebäude zu Betriebszeiten sogar den Spitznamen Fernheizoper. Kunsthistoriker Sebastian Preuss: „Der neoklassizistische Kubus von 1953/54, der mit Rustika-Sockel, kolossaler Lisenengliederung und großen Sprossenfenstern eher wie ein Volkspalast denn ein Industriebau aussieht, erfüllt sich nach jahrzehntelangem Leerstand mit neuem Leben.“ Beide Bauabschnitte werden von einem sehr weit auskragenden Gesims zusammengefasst. Über dem großen Gesims des Kesselhauses erhebt sich eine ebenfalls sehr große Attika. Die Fassaden sind mit Pilastern strukturiert. Obwohl das Kesselhaus eine große Halle ist, erscheint es von außen als vier- oder fünfgeschossig. Die großen vertikalen Fenster scheinen durch Brüstungsfelder unterbrochen zu sein. Dabei verbergen sich hinter den vermeintlichen Brüstungsfeldern keine Geschossdecken, sondern ein ununterbrochen hoher Raum. Beim Maschinenhaus – dem heutigen Berghain – ist die historisierende Fassadengestaltung schlichter ausgeführt. Man verzichtete hier darauf, die Brüstungsfelder mit Medaillons zu schmücken. Auch nimmt der hohe hallenartige Raum, in welchem sich der Maschinensatz befand, nicht die ganze Tiefe dieses Bauteils ein. Die südliche Hälfte des zweiten Bauabschnitts beherbergt die Panorama-Bar und besitzt eine Geschosseinteilung, die tatsächlich dem entspricht, wie es die Fensterunterteilung vermuten lässt.

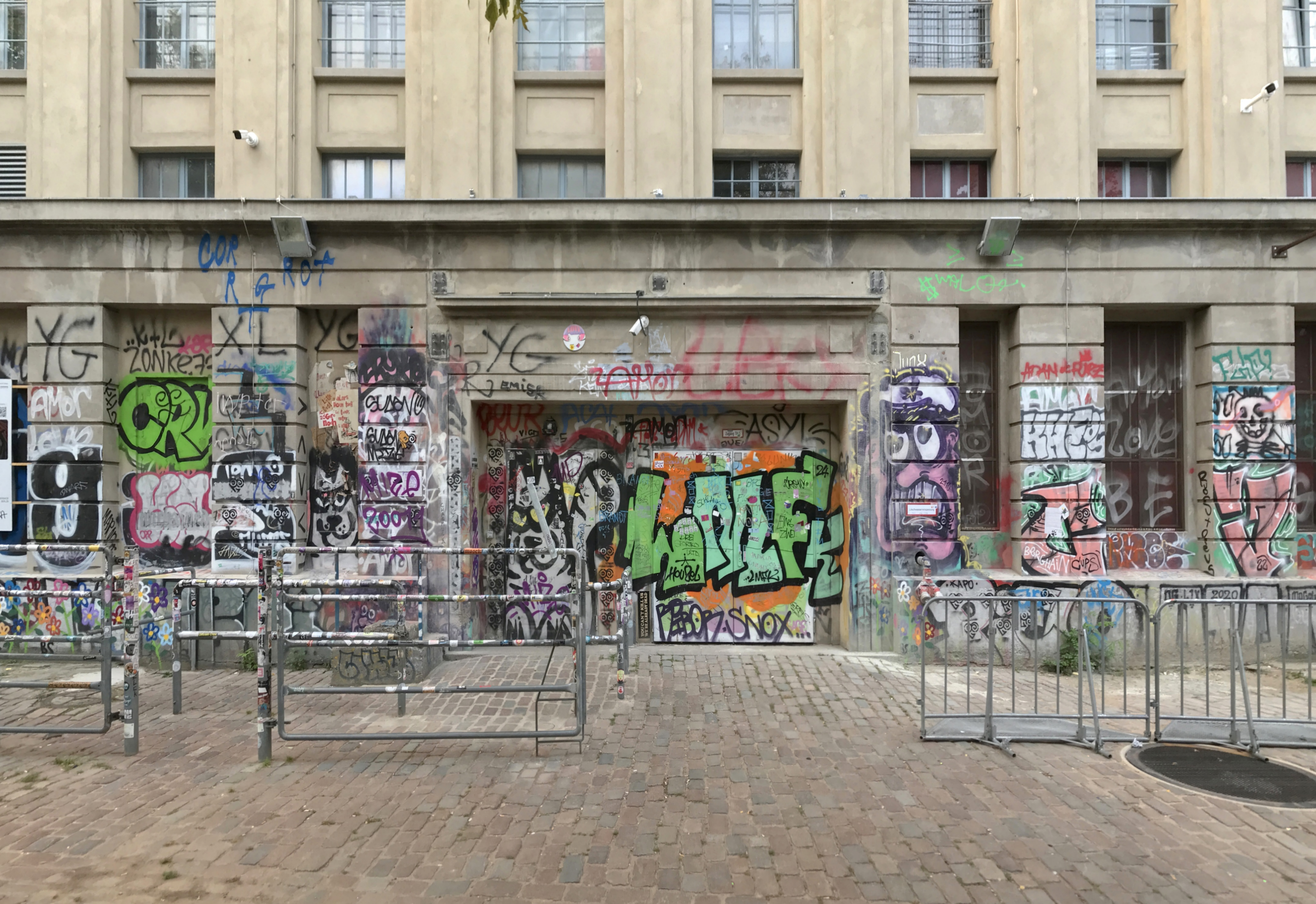
Maschinenhauses mit klar erkennbarem Sockelgeschoss. Die Geschossdecke zur Berghain-Tanzfläche befindet sich über den kleinen querformatigen Fenstern oberhalb des Sockel-Gesimses

Westlich an das Kesselhaus schließt die ehemalige Heizzentrale an. Hier hat die Fassade kaum plastische Elemente. Die wesentlichen Baudekorationen sind als dünne Lisenen ausgeführt und wirken wie auf die Fassaden gezeichnet. Einzig Dachkante und Sockel-Gesims sind ähnlich plastisch gestaltet wie bei Kessel- und Maschinenhaus. Das Nachschlagewerk Berlin und seine Bauten (BusB) bezeichnet die Gebäude als Mauerwerksbauten. Damit sind jedoch nur die Außenwände gemeint, das Tragwerk der inneren Struktur besteht aus Beton. „Dort ist sehr viel Beton, aber wenig Stahl verbaut.“
Eine Besonderheit der Fassadengestaltung ist das Sockelgeschoss des Maschinenhauses. Auch hier täuscht das Gesims über die wahre Höhe des sich dahinter befindlichen Geschosses hinweg. Das Erdgeschoss selbst ist höher als die mit Quaderputz angedeutete Bandrustika, die mit einem Gesims nach oben abschließt. Die erste Reihe kleiner querformatiger Fenster über dem Sockel-Gesims gehört ebenfalls zum Erdgeschoss.
Auch wenn keine Informationen über die Architekten des Kraftwerks bekannt sind, lassen sich doch große gestalterische Ähnlichkeiten zu den übrigen Bauten des Denkmalensembles feststellen. Eine besondere Ähnlichkeit besteht zwischen der Nordfassade des Kesselhauses und der Fassade der – von Christian Klusemann als „richtungsweisend“ bezeichneten – Deutschen Sporthalle. Deren Architekt war Richard Paulick. Ein wichtiger Planer für die Architektur des Sozialistischen Klassizismus war Hermann Henselmann. Die Gestaltung des Heizkraftwerk Friedrichshain ist deutlich angelehnt an die Art von Architektur, für die Henselmann bekannt war. Der Einfluss Henselmanns hat sich auf mehrere Planer und Institutionen Ost-Berlins ausgewirkt. Zusammen mit Hanns Hopp gelten Henselmann und Paulick als die maßgeblichen Personen der DDR-Architektur der 1950er Jahre: „Ohne die Architekten Richard Paulick und Hanns Hopp war das Bauen der frühen 1950-er Jahre ebenso wenig möglich.“ Auch wenn diese Planer nicht direkt am Entwurf des Heizkraftwerks Friedrichshain beteiligt waren, so steht ihre Architekturauffassung doch in engem Zusammenhang mit der Gestaltung des hier beschriebenen Projekts: „Im Auftrag der Akademie sollen diese drei führenden Architekten nahezu das Entwurfsgeschehen des ganzen Landes beaufsichtigt haben.“

## Bildergalerie

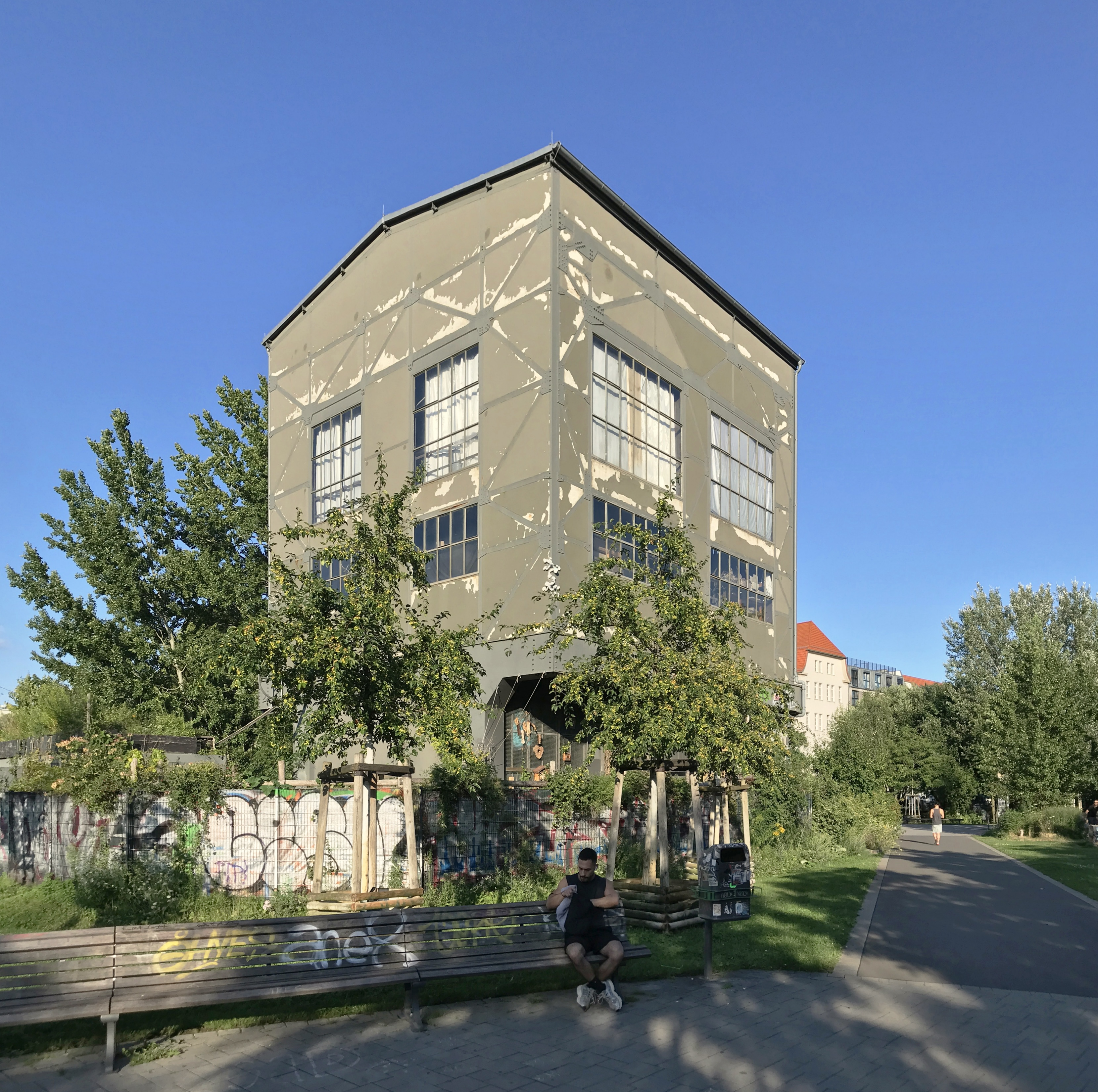
Ehemaliger Lokschuppen, heute Nirgendwo – Umweltbildungszentrum & Kulturort
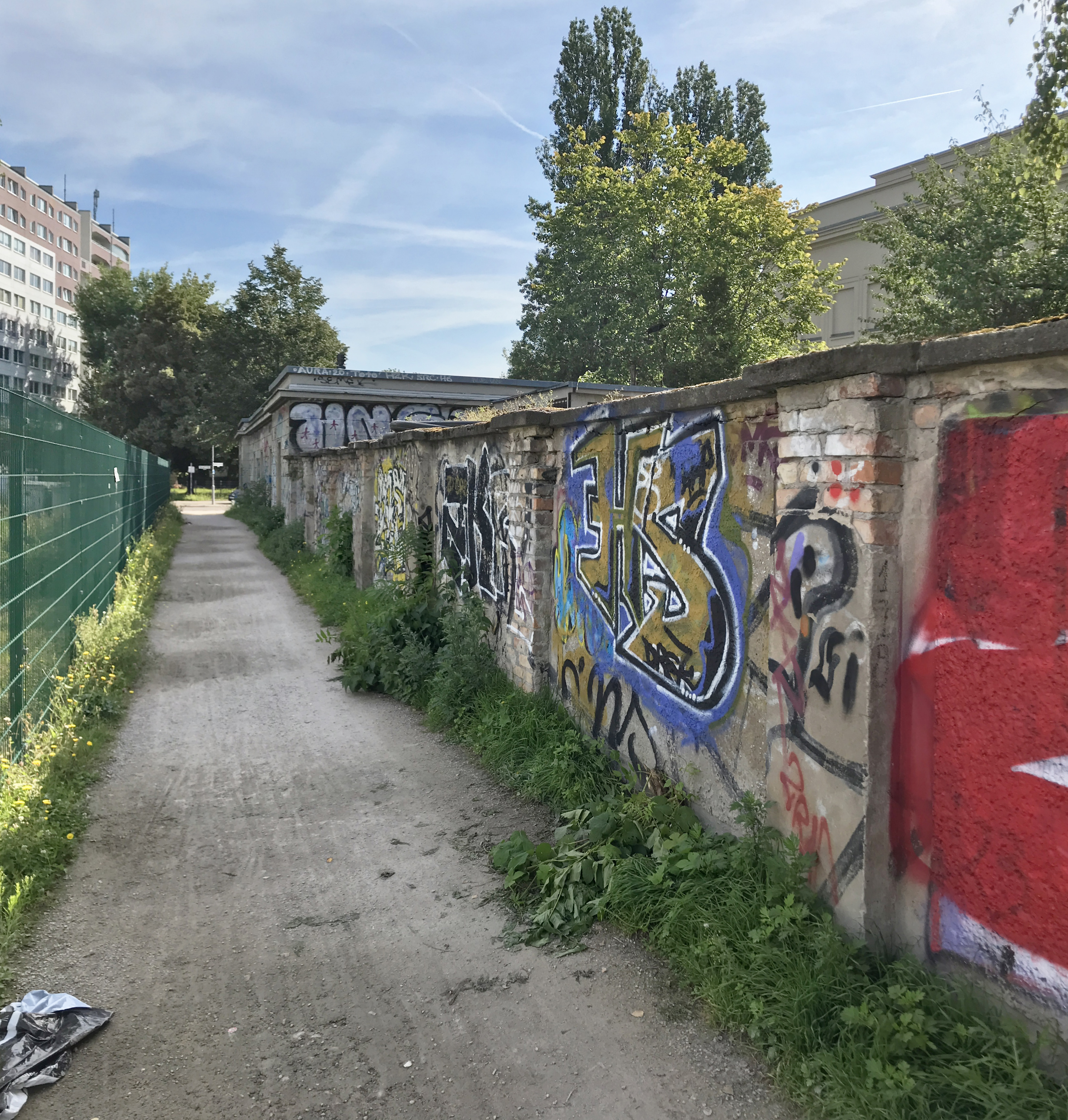
Westliche Grundstücksgrenze, Fußweg zur Rüdersdorfer Straße
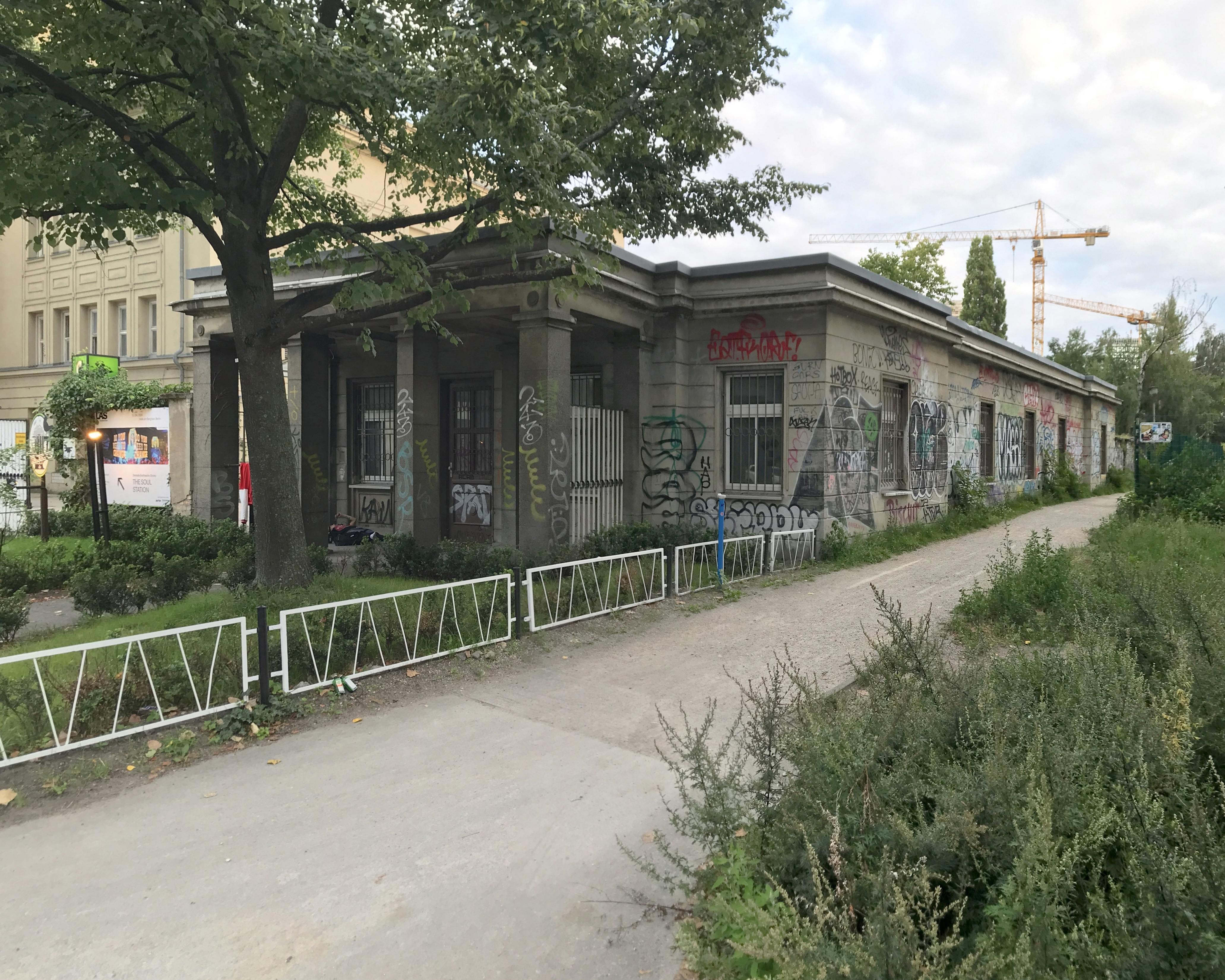
Flachbauten auf dem Grundstück an der Nordecke der Anlage
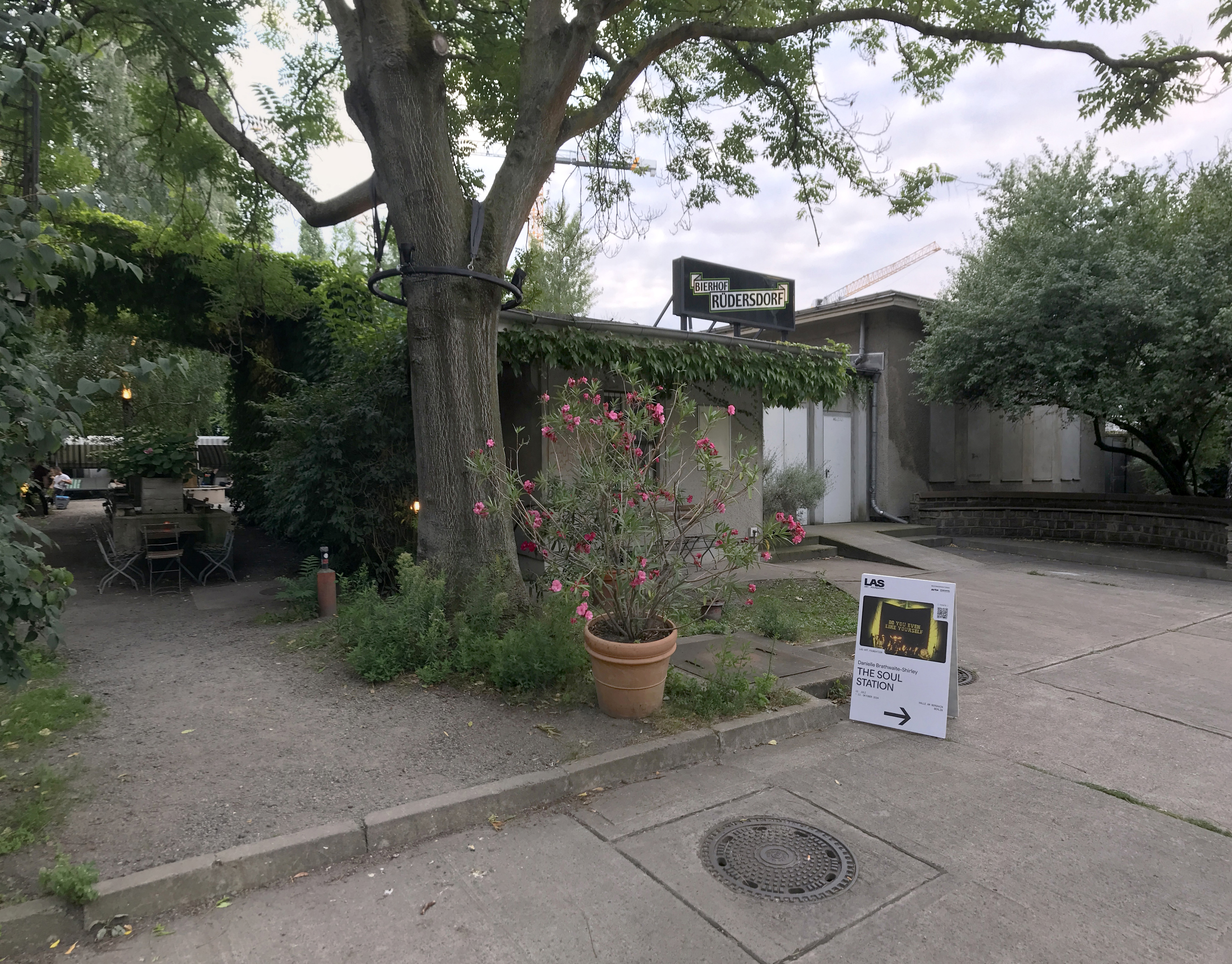
Flachbauten auf dem Grundstück, Kantine am Berghain
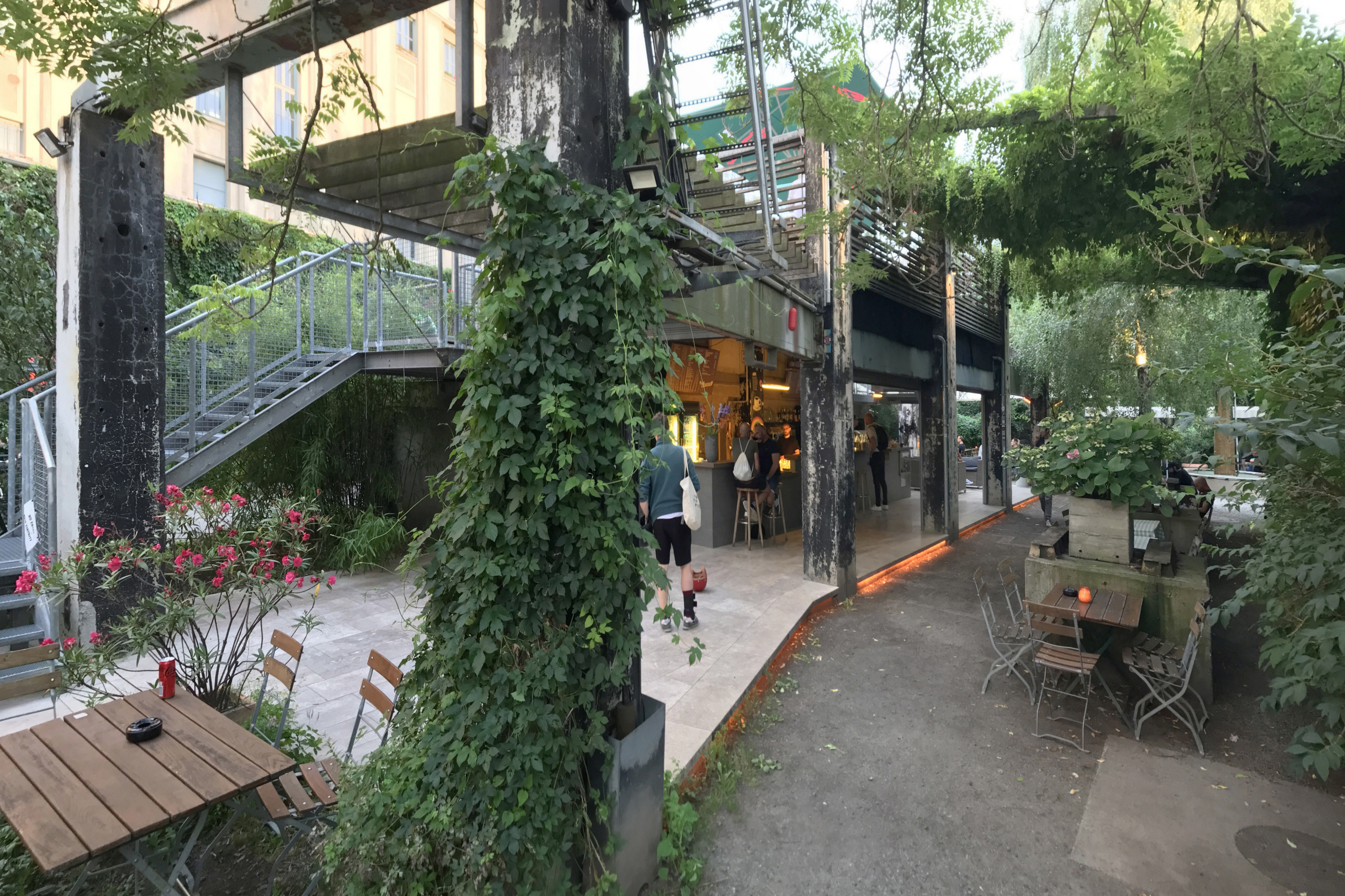
Flachbauten auf dem Grundstück, Bierhof Rüdersdorf